# CAF Champions League 2005
Die CAF Champions League 2005 begann am 28. Januar 2005 mit der Vorrunde und endete am 12. November 2005 mit dem Finalrückspiel zwischen Étoile Sportive du Sahel aus Tunesien und Al-Ahly Kairo aus Ägypten. Sieger wurde Al-Ahly, das nach einem 0:0-Unentschieden im Hinspiel das Rückspiel in Sousse mit 3:0 gewinnen konnte. Dies war bereits der vierte Erfolg des Vereins in der CAF Champions League.
Insgesamt nahmen 52 Mannschaften aus 40 Landesverbänden am Turnier teil.

## Vorrunde
Hinspiele am 28. und 30. Januar, Rückspiele am 11. und 20. Februar.
|                          | Gesamt          |                           | Hinspiel | Rückspiel |
| ------------------------ | --------------- | ------------------------- | -------- | --------- |
| Asante Kotoko            | 1               | Wallidan Banjul           | -        | -         |
| FAR Rabat                | 4:1             | ACS Ksar                  | 4:0      | 0:1       |
| Djoliba AC               | 1:2             | AS Douanes Dakar          | 1:1      | 0:1       |
| Racing Club Bafoussam    | 3:0             | Donjo FC                  | 1:0      | 2:0       |
| Daring Club Motema Pembe | 3:2             | Rayon Sports FC           | 3:0      | 0:2       |
| Dolphins FC              | 3:1             | Renacimiento FC           | 3:0      | 0:1       |
| Sagrada Esperança        | 2:1             | AS Mangasport             | 0:0      | 2:1       |
| Atlético Sport Aviação   | 4:2             | LHU Blue Waters FC        | 3:0      | 1:2       |
| Tusker FC                | 7:1             | KMKM FC                   | 4:1      | 3:0       |
| TP Mazembe               | 2:2 (4:5 i. E.) | ASFA-Yennenga Ouagadougou | 2:0      | 0:2       |
| Ajax Cape Town           | 2:1             | Mhlambanyatsi Rovers      | 1:0      | 1:1       |
| ASC Diaraf               | (a)2:2(a)       | Fello Star                | 2:1      | 0:1       |
| Al-Hilal Khartum         | 3:2             | Hawassa City SC           | 2:1      | 1:1       |
| La Passe FC              | 3:6             | USJF Ravinala             | 2:2      | 1:4       |
| Kaizer Chiefs            | 3:2             | AS Port-Louis 2000        | 2:0      | 1:2       |
| Simba SC                 | 3:2             | Ferroviário Nampula       | 2:1      | 1:1       |
| CAPS United              | 8:4             | Lesotho Defence Force FC  | 4:1      | 4:3       |
| Red Arrows FC            | 0:0 (3:2 i. E.) | Diables Noirs             | 0:0      | 0:0       |
| Al Olympic Zaouia        | 4:3             | Renaissance FC            | 2:0      | 2:3       |
| Villa SC                 | 3:0             | Adulis Club               | 1:0      | 2:0       |

Bereits für die erste Runde qualifiziert waren:
- JS Kabylie
- USM Algier
- Cotonsport Garoua
- Africa Sports National
- ASEC Mimosas
- Al-Ahly Kairo
- Zamalek SC
- Hearts of Oak SC
- Raja Casablanca
- FC Enyimba
- Espérance Sportive de Tunis
- Étoile Sportive du Sahel

## Erste Runde
Hinspiele am 4. und 6. März, Rückspiele am 18. und 20. März.
|                           | Gesamt          |                             | Hinspiel | Rückspiel |
| ------------------------- | --------------- | --------------------------- | -------- | --------- |
| Asante Kotoko             | 1:2             | FAR Rabat                   | 1:0      | 0:2       |
| AS Douanes Dakar          | 1:3             | Étoile Sportive du Sahel    | 0:0      | 1:3       |
| Racing Club Bafoussam     | 2:3             | Africa Sports National      | 1:0      | 1:3       |
| Daring Club Motema Pembe  | 1:3             | Raja Casablanca             | 1:1      | 0:2       |
| Dolphins FC               | 5:2             | Hearts of Oak SC            | 4:0      | 1:2       |
| Sagrada Esperança         | 2:3             | ASEC Mimosas                | 2:2      | 0:1       |
| Atlético Sport Aviação    | 2:1             | Cotonsport Garoua           | 2:0      | 0:1       |
| Tusker FC                 | 2:3             | Zamalek SC                  | 1:0      | 1:3       |
| ASFA-Yennenga Ouagadougou | 1:1 (3:5 i. E.) | Ajax Cape Town              | 1:0      | 0:1       |
| Fello Star                | 1:0             | JS Kabylie                  | 1:0      | 0:0       |
| Al-Hilal Khartum          | 3:5             | Espérance Sportive de Tunis | 2:0      | 1:5       |
| USJF Ravinala             | 1:5             | Kaizer Chiefs               | 0:1      | 1:4       |
| Simba SC                  | 1:5             | FC Enyimba                  | 1:1      | 0:4       |
| CAPS United               | 2:3             | Red Arrows FC               | 1:1      | 1:2       |
| Al Olympic Zaouia         | 0:7             | USM Algier                  | 0:2      | 0:5       |
| Al-Ahly Kairo             | 6:0             | Villa SC                    | 0:0      | 6:0       |

## Zweite Runde
Hinspiele am 8. und 10. April; Rückspiele am 22. und 24. April.
|                             | Gesamt          |                          | Hinspiel | Rückspiel |
| --------------------------- | --------------- | ------------------------ | -------- | --------- |
| FAR Rabat                   | 1:2             | Étoile Sportive du Sahel | 1:0      | 0:2       |
| Africa Sports National      | 1:2             | Raja Casablanca          | 1:1      | 0:1       |
| Dolphins FC                 | 2:2 (3:5 i. E.) | ASEC Mimosas             | 2:0      | 0:2       |
| Atlético Sport Aviação      | 1:3             | Zamalek SC               | 1:1      | 0:2       |
| Ajax Cape Town              | 2:2 (3:2 i. E.) | Fello Star               | 2:0      | 0:2       |
| Espérance Sportive de Tunis | 5:2             | Kaizer Chiefs            | 4:0      | 1:2       |
| FC Enyimba                  | 9:1             | Red Arrows FC            | 3:0      | 6:1       |
| USM Algier                  | 2:3             | Al-Ahly Kairo            | 0:1      | 2:2       |

## Gruppenphase

### Gruppe A
| Pl. | Verein          | Sp. | S | U | N | Tore    | Diff. | Punkte |
| --- | --------------- | --- | - | - | - | ------- | ----- | ------ |
| 1.  | Al-Ahly Kairo   | 6   | 4 | 2 | 0 | 007:200 | +5    | 14     |
| 2.  | Raja Casablanca | 6   | 2 | 2 | 2 | 006:500 | +1    | 08     |
| 3.  | FC Enyimba      | 6   | 2 | 1 | 3 | 006:500 | +1    | 07     |
| 4.  | Ajax Cape Town  | 6   | 0 | 3 | 3 | 002:900 | −7    | 03     |

| 26. Juni 2005      |     |                 |
| Al-Ahly Kairo      | 1:0 | Raja Casablanca |
| Ajax Cape Town     | 1:1 | FC Enyimba      |
| 9. Juli 2005       |     |                 |
| Raja Casablanca    | 1:1 | Ajax Cape Town  |
| 10. Juli 2005      |     |                 |
| FC Enyimba         | 0:1 | Al-Ahly Kairo   |
| 22. Juli 2005      |     |                 |
| Al-Ahly Kairo      | 2:0 | Ajax Cape Town  |
| 23. Juli 2005      |     |                 |
| Raja Casablanca    | 1:0 | FC Enyimba      |
| 7. August 2005     |     |                 |
| Ajax Cape Town     | 0:0 | Al-Ahly Kairo   |
| FC Enyimba         | 2:0 | Raja Casablanca |
| 20. August 2005    |     |                 |
| Raja Casablanca    | 1:1 | Al-Ahly Kairo   |
| 21. August 2005    |     |                 |
| FC Enyimba         | 2:0 | Ajax Cape Town  |
| 11. September 2005 |     |                 |
| Ajax Cape Town     | 0:3 | Raja Casablanca |
| Al-Ahly Kairo      | 2:1 | FC Enyimba      |

### Gruppe B
| Pl. | Verein                      | Sp. | S | U | N | Tore    | Diff. | Punkte |
| --- | --------------------------- | --- | - | - | - | ------- | ----- | ------ |
| 1.  | Étoile Sportive du Sahel    | 6   | 2 | 4 | 0 | 008:600 | +2    | 10     |
| 2.  | Zamalek SC                  | 6   | 2 | 3 | 1 | 008:700 | +1    | 09     |
| 3.  | ASEC Mimosas                | 6   | 1 | 3 | 2 | 005:600 | −1    | 06     |
| 4.  | Espérance Sportive de Tunis | 6   | 0 | 4 | 2 | 003:500 | −2    | 04     |

| 26. Juni 2005               |     |                             |
| ASEC Mimosas                | 1:1 | Zamalek SC                  |
| 2. Juli 2005                |     |                             |
| Étoile Sportive du Sahel    | 0:0 | Espérance Sportive de Tunis |
| 9. Juli 2005                |     |                             |
| Espérance Sportive de Tunis | 0:0 | ASEC Mimosas                |
| 10. Juli 2005               |     |                             |
| amalek SC                   | 1:1 | Étoile Sportive du Sahel    |
| 24. Juli 2005               |     |                             |
| ASEC Mimosas                | 1:1 | Étoile Sportive du Sahel    |
| Zamalek SC                  | 1:1 | Espérance Sportive de Tunis |
| 6. August 2005              |     |                             |
| Étoile Sportive du Sahel    | 2:1 | ASEC Mimosas                |
| 7. August 2005              |     |                             |
| Espérance Sportive de Tunis | 1:2 | Zamalek SC                  |
| 20. August 2005             |     |                             |
| Espérance Sportive de Tunis | 1:1 | Étoile Sportive du Sahel    |
| 21. August 2005             |     |                             |
| Zamalek SC                  | 2:1 | ASEC Mimosas                |
| 10. September 2005          |     |                             |
| Étoile Sportive du Sahel    | 2:1 | Zamalek SC                  |
| ASEC Mimosas                | 1:0 | Espérance Sportive de Tunis |

## Halbfinale
|                 | Gesamt |                          | Hinspiel | Rückspiel |
| --------------- | ------ | ------------------------ | -------- | --------- |
| Zamalek SC      | 1:4    | Al-Ahly Kairo            | 1:2      | 0:2       |
| Raja Casablanca | 0:2    | Étoile Sportive du Sahel | 0:1      | 0:1       |

## Finale

### Hinspiel
| Étoile Sportive du Sahel                               | Étoile Sportive du Sahel | Al-Ahly Kairo | Al-Ahly Kairo |
| ------------------------------------------------------ | --- | --- | ------------- |
| Étoile Sportive du Sahel                               | \| Hinspiel \| \| 29. Oktober 2005 in Sousse (Stade Olympique de Sousse) \| \| Ergebnis: 0:0 \| \| Zuschauer: 20.000 \| \| Schiedsrichter: Abderrahim El Arjoun ( Marokko) \|                                                                               | \| Hinspiel \| \| 29. Oktober 2005 in Sousse (Stade Olympique de Sousse) \| \| Ergebnis: 0:0 \| \| Zuschauer: 20.000 \| \| Schiedsrichter: Abderrahim El Arjoun ( Marokko) \|                                              | Al-Ahly Kairo |
| Étoile Sportive du Sahel                               | Austin Ejide – Lotfi Sellami, Sabeur Frej, Saïf Ghezal, Kaïs Zouaghi, Ahmed Hammi, Chaker Zouaghi, Marouene Bokri (81. Mejdi Traoui), Mohamed Jedidi, Gilson Silva, Emeka Opara (62. Yassine Chikhaoui, 85. Sabeur Trabelsi) Cheftrainer: Mehmed Baždarević | Essam El-Hadary – Islam El-Shater, Gilberto Sebastião, Imed Nahas, Wael Gomaa, Ahmed Sayed, Mohamed Shawky, Hasan Moustafa, Mohamed Aboutreika (90.+2' Osama Hosny), Emad Moteab, Mohamed Barakat Cheftrainer: Manuel José | Al-Ahly Kairo |
| Étoile Sportive du Sahel                               | Saïf Ghezal (61.) | Mohamed Shawky (24.), Gilberto Sebastião (46.), Mohamed Barakat (62.) | Al-Ahly Kairo |
| Hinspiel                                               | | |               |
| 29. Oktober 2005 in Sousse (Stade Olympique de Sousse) | | |               |
| Ergebnis: 0:0                                          | | |               |
| Zuschauer: 20.000                                      | | |               |
| Schiedsrichter: Abderrahim El Arjoun ( Marokko)        | | |               |

### Rückspiel
| Al-Ahly Kairo                                            | Al-Ahly Kairo | Étoile Sportive du Sahel | Étoile Sportive du Sahel |
| -------------------------------------------------------- | --- | --- | ------------------------ |
| Al-Ahly Kairo                                            | \| Rückspiel \| \| 12. November 2005 in Kairo (Cairo International Stadium) \| \| Ergebnis: 3:0 (1:0) \| \| Zuschauer: 35.000 \| \| Schiedsrichter: Bar Lassina ( Burkina Faso) \|                                                               | \| Rückspiel \| \| 12. November 2005 in Kairo (Cairo International Stadium) \| \| Ergebnis: 3:0 (1:0) \| \| Zuschauer: 35.000 \| \| Schiedsrichter: Bar Lassina ( Burkina Faso) \|                                                                     | Étoile Sportive du Sahel |
| Al-Ahly Kairo                                            | Essam El-Hadary – Osama Hosny (66. Islam El-Shater), Gilberto Sebastião (32. Mohamed Abdelwahab), Imed Nahas, Wael Gomaa, Ahmed Sayed, Mohamed Shawky, Hasan Moustafa, Mohamed Aboutreika, Emad Moteab, Mohamed Barakat Cheftrainer: Manuel José | Austin Ejide – Lotfi Sellami, Ben Fredj, Saïf Ghezal, Kaïs Zouaghi, Ahmed Hammi, Chaker Zouaghi, Marouene Bokri (67. Ben Nasr), Mohamed Jedidi (79. Sabeur Trabelsi), Gilson Silva, Emeka Opara (53. Yassine Chikhaoui) Cheftrainer: Mehmed Baždarević | Étoile Sportive du Sahel |
| Al-Ahly Kairo                                            | 1:0 Mohamed Aboutreika (20.) 2:0 Osama Hosny (51.) 3:0 Mohamed Barakat (90.+1') | | Étoile Sportive du Sahel |
| Al-Ahly Kairo                                            | Chaker Zouaghi (41.), Lotfi Sellami (53.), Saïf Ghezal (65.), Ben Nasr (78.) | | Étoile Sportive du Sahel |
| Rückspiel                                                | | |                          |
| 12. November 2005 in Kairo (Cairo International Stadium) | | |                          |
| Ergebnis: 3:0 (1:0)                                      | | |                          |
| Zuschauer: 35.000                                        | | |                          |
| Schiedsrichter: Bar Lassina ( Burkina Faso)              | | |                          |